# Гальтат-Земмур
Гальтат-Земмур — город в Западной Сахаре, который находится под контролем марокканской администрации. Расположен недалеко от гельты, на территории которой на протяжении веков, располагался лагерь кочевников.

## История
В феврале 1976 года по меньшей мере 10 тысяч беженцев прибыли в Гальтат-Земмур и Умм-Дрейга. Многие из этих беженцев погибли в течение двух месяцев после бомбардировки марокканской авиацией, которой также был использован напалм.
С марта по ноябрь 1981 года за город шли бои между Марокко и движением Полисарио, которые закончились поражением повстанцев и Гальтат-Земмур вошёл в состав Марокко.
В сентябре 1985 года к западу от города была построена марокканская стена. Также в Гальтат-Земмуре расположена военная база  марокканских войск.

## Уроженцы
В Гальтат-Земмуре родился Мохаммед Даддах, известный борец за права человека. Награждён премией памяти профессора Торолфа Рафто.